# La Panthère rose cavalière
Pour plus de détails, voir Fiche technique et Distribution.
La Panthère rose cavalière (Pinto Pink en anglais) est un cartoon réalisé par Hawley Pratt et sorti dans les salles de cinéma le 19 juillet 1967, mettant en scène La Panthère rose.

## Résumé
La Panthère rose désire se rendre à Anaheim mais n'a pas de voiture. Elle décide de faire de l'auto-stop sans succès puis trouve un cheval dans un pré. Elle décide donc de monter l'animal mais le problème c'est qu'il a un sale caractère et la Panthère aura toutes les peines du monde pour tenter de domestiquer l'animal.

## Fiche
- Titre original : Pinto Pink
- Titre français : La Panthère rose cavalière
- Réalisation : Hawley Pratt
- Scénario : John W. Dunn
- Thème musical : Henry Mancini
- Musique : Walter Greene
- Animation : Don Williams, Manny Gould, Bob Matz, Manny Perez, Warren Batchelder et Chuck Downs
- Peintre décorateur : Corny Cole
- Décors : Tom O'Loughlin
- Montage : Lee Gunther
- Producteur superviseur : Basil Cox
- Producteurs : David H. DePatie et Friz Freleng
- Production : Mirisch-Geoffrey-DePatie Freleng Production
- Distribution : United Artists (1967) (cinéma) (USA)
- Durée : 7 minutes
- Format : 1,37 :1
- Son : mono
- Couleurs, 35 mm (De Luxe)
- Langue : anglais
- Pays : États-Unis
- Sortie : 19 juillet 1967

## Sortie vidéo
- Le cartoon est disponible dans le premier disque de la collection DVD La Panthère rose: Les cartoons